# Kinga Dékány
Kinga Dékány är en ungersk kanotist.
Hon tog bland annat VM-guld i K-4 1000 meter i samband med sprintvärldsmästerskapen i kanotsport 2003 i Gainesville, Georgia.